# Skomakaren, Östergötland
Skomakaren är en sjö i Norrköpings kommun i Östergötland och ingår i Kilaån-Motala ströms kustområde. Sjön har en area på 0,0903 kvadratkilometer och ligger 101,6 meter över havet.

## Delavrinningsområde
Skomakaren ingår i det delavrinningsområde (651040-152011) som SMHI kallar för Utloppet av Näknen. Medelhöjden är 103 meter över havet och ytan är 10,34 kvadratkilometer. Räknas de 3 avrinningsområdena uppströms in blir den ackumulerade arean 64,02 kvadratkilometer. Avrinningsområdets utflöde Pjältån (Storån) mynnar i havet. Avrinningsområdet består mestadels av skog (88 procent). Avrinningsområdet har 0,6 kvadratkilometer vattenytor vilket ger det en sjöprocent på 5,8 procent. Bebyggelsen i området täcker en yta av 0,39 kvadratkilometer eller 4 procent av avrinningsområdet.